# Kanstantsin Siwtsow
Kanstantsin Siwtsow (Wit-Russisch: Канстанцін Сіўцоў) (Homel, 9 augustus 1982) is een voormalig Wit-Russisch wielrenner.
In de wegwedstrijd op de Olympische Spelen in Rio de Janeiro eindigde Siwtsow op plek 49, op twintig minuten van winnaar Greg Van Avermaet. Vier dagen later eindigde hij op plek 25 in de tijdrit.
Siwstow kwam op 16 juli 2017 zwaar ten val tijdens een afdaling in de tweede etappe van de Ronde van Slovenië. Hij liep daarbij een compliceerde breuk aan zijn linker dijbeen op, waarbij een operatie met spoed noodzakelijk was.
Siwtsow werd in juli 2018 bij een onaangekondigde test positief bevonden op het gebruik van epo. Hij beëindigde zijn carrière in september 2018 toen hij voorlopig werd geschorst. Siwtsow werd in 2020 definitief geschorst tot september 2022.

## Overwinningen
2004
GP Folignano
 Wereldkampioen op de weg, Beloften
2005
1e etappe Internationale Wielerweek
2006
5e etappe Vredeskoers
 Wit-Russisch kampioen op de weg, Elite
2008
Eindklassement Ronde van Georgia
2009
1e (ploegentijdrit) en 8e etappe Ronde van Italië (ploegentijdrit)
2010
1e etappe Ronde van Spanje (ploegentijdrit)
2011
1e etappe Ronde van Italië (ploegentijdrit)
 Wit-Russisch kampioen tijdrijden, Elite
2013
2e etappe Ronde van Trentino
2e etappe Ronde van Italië (ploegentijdrit)
 Wit-Russisch kampioen tijdrijden, Elite
2014
 Wit-Russisch kampioen tijdrijden, Elite
2016
 Wit-Russisch kampioen tijdrijden, Elite
 Wit-Russisch kampioen op de weg, Elite
2018
3e etappe Ronde van Kroatië
Eindklassement Ronde van Kroatië

## Resultaten in voornaamste wedstrijden
| Jaar | Ronde van Italië | Ronde van Frankrijk | Ronde van Spanje |
| ---- | ---------------- | ------------------- | ---------------- |
| 2005 |                  |                     |                  |
| 2006 |                  |                     |                  |
| 2007 |                  | 32e                 |                  |
| 2008 | opgave           | 17e                 |                  |
| 2009 | 16e (1)          |                     |                  |
| 2010 |                  | 39e                 | 36e              |
| 2011 | 9e               |                     | opgave           |
| 2012 |                  | opgave              |                  |
| 2013 | 37e              | 90e                 |                  |
| 2014 | opgave           |                     | 43e              |
| 2015 | 26e              |                     |                  |
| 2016 | 10e              |                     |                  |
| 2017 | 35e              |                     |                  |
| 2018 |                  |                     |                  |

| Jaar | Milaan-San Remo | Amstel Gold Race | Luik-Bast.‑Luik | Ronde van Lombardije | Waalse Pijl | Clásica San Sebastián |  | WK op de weg |  | Wereldranglijsten |
| ---- | --------------- | ---------------- | --------------- | -------------------- | ----------- | --------------------- |  | ------------ |  | ----------------- |
| 2005 |                 | 52e              | opgave          | 25e                  |             |                       |  | opgave       |  |                   |
| 2006 |                 |                  |                 | opgave               |             |                       |  | 56e          |  |                   |
| 2007 | 73e             |                  |                 | opgave               |             |                       |  | 61e          |  |                   |
| 2008 |                 |                  |                 | 38e                  |             | 25e                   |  |              |  |                   |
| 2009 |                 |                  | 38e             | 76e                  |             |                       |  | 56e          |  | 99e (UWK)         |
| 2010 |                 |                  |                 | opgave               |             | opgave                |  | 33e          |  |                   |
| 2011 |                 |                  | 50e             | 43e                  | 24e         |                       |  | 168e         |  | 78e (UWT)         |
| 2012 |                 |                  |                 |                      |             |                       |  |              |  |                   |
| 2013 | opgave          |                  | 98e             |                      |             | opgave                |  | opgave       |  |                   |
| 2014 |                 |                  |                 | 52e                  |             |                       |  | opgave       |  |                   |
| 2015 |                 |                  | 38e             |                      |             | 35e                   |  | 60e          |  |                   |
| 2016 |                 |                  | 93e             | opgave               |             | 40e                   |  | opgave       |  | 97e (UWT)         |
| 2017 |                 |                  |                 |                      |             |                       |  |              |  | 336e (UWT)        |
| 2018 |                 |                  |                 |                      |             | opgave                |  |              |  |                   |

## Ploegen
- 2001 –  Itera (vanaf 9-3)
- 2002 –  Itera
- 2003 –  Lokomotiv
- 2005 –  Fassa Bortolo
- 2006 –  Acqua & Sapone
- 2007 –  Barloworld
- 2008 –  Team Columbia [a]
- 2009 –  Team Columbia-HTC [b]
- 2010 –  Team HTC-Columbia
- 2011 –  HTC-High Road
- 2012 –  Sky ProCycling
- 2013 –  Sky ProCycling
- 2014 –  Team Sky
- 2015 –  Team Sky
- 2016 –  Team Dimension Data
- 2017 –  Bahrain-Merida
- 2018 –  Bahrain-Merida

1. ↑  Tot juni heette de ploeg Team High Road, maar na het aantrekken van een nieuwe sponsor werd de naam veranderd.
2. ↑  Tot juli heette de ploeg Team Columbia-High Road, maar na het aantrekken van HTC als cosponsor werd de naam veranderd.